# Cepillado dental

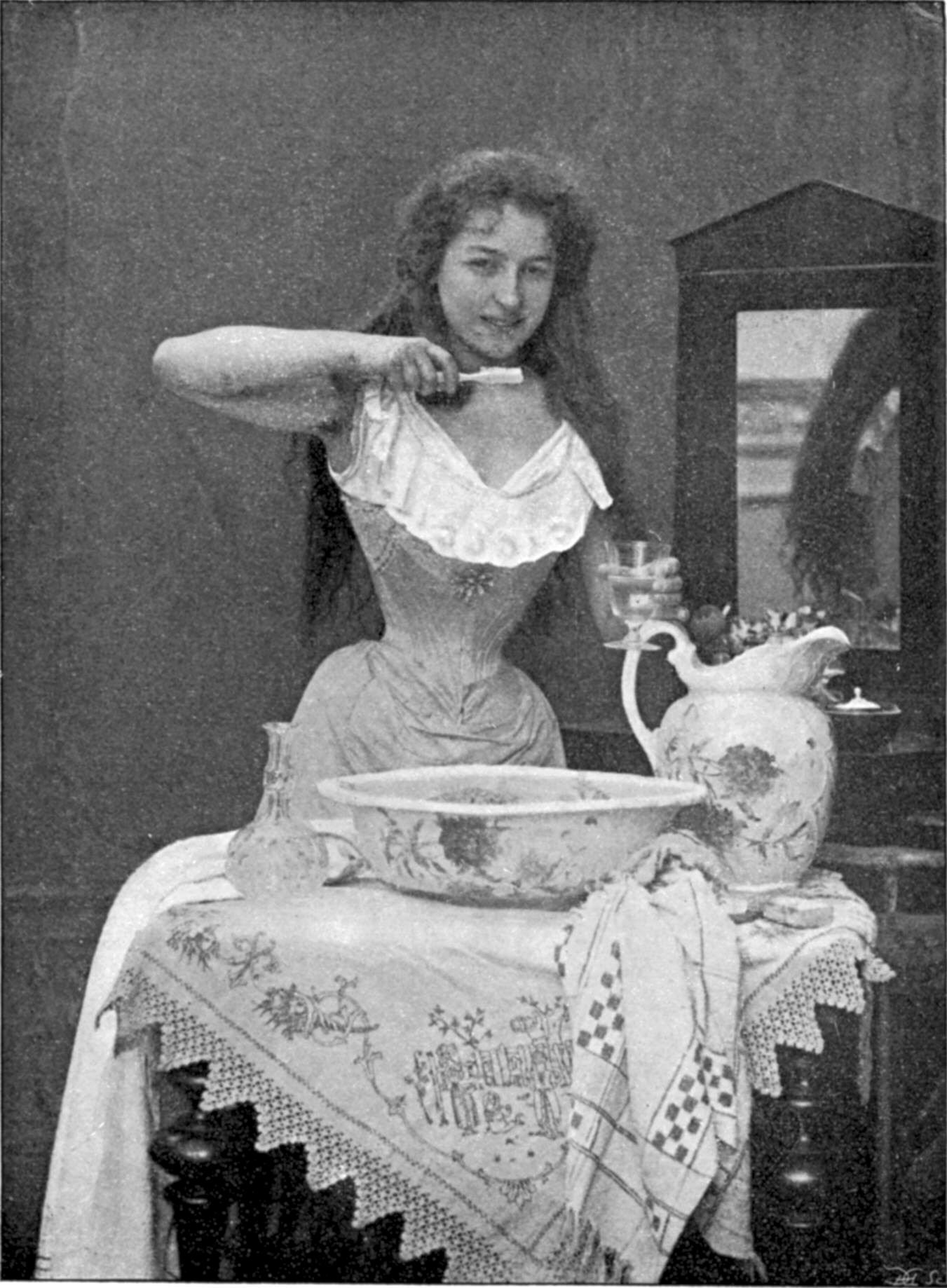
Una mujer cepillándose los dientes (1899).

El cepillado dental es el método de higiene que permite quitar la placa bacteriana de los dientes para prevenir problemas de caries dentales o de encías (enfermedad periodontal).
Para la higiene de la boca y para limpiar los dientes y la lengua se utiliza un instrumento que se llama cepillo de dientes que es contribuyente con la pasta dental.
El cepillado dental es muy importante, pero para una correcta prevención de las bacterias que afectan a la boca, se coloca sobre el cepillo de dientes la pasta dental.
Hay varias pastas dentales actualmente disponibles en el mercado con propiedades específicas y con distintas acciones sobre los dientes. En general, lo más importante para el cuidado de limpieza de los dientes es que la técnica de cepillado dental sea correcta y eficaz en la remoción de la placa bacteriana.
Hay distintas técnicas de cepillado dental siendo la más recomendada por los dentista la técnica de bass modificada.
Para la eficacia del cepillado dental es importante que este forme parte de la rutina de cada día. En realidad el cepillado correcto lleva al menos dos minutos, por lo que se requiere de una plena conciencia de su importancia, para a partir de ello buscar la manera de entrenarse en su correcta realización. Contrariamente a la creencia popular no existe consenso científico unánime respecto a si el cepillado se debe de realizar antes o después de las comidas, aunque el cepillado dental parece recomendable después de las comidas, en determinadas situaciones de debilitamiento de la superficie dental puede ser recomendable realizarlo previo a las comidas.
Es importante que los gobiernos consideren educar a su población en temas de higiene bucal básica, ya que se ha concluido que éstas prácticas se ven afectadas por variables sociodemográficas y socioeconómicas, por lo que es necesario disminuir las brechas de las prácticas de salud entre los diferentes grupos sociales.
Es conveniente cepillar los dientes después de cada comida para que no queden alimentos retenidos entre los dientes. El cepillado dental debe ser complementado con el uso de hilo dental que se debe usar como mínimo cada 12 horas para evitar que se retenga la comida entre los dientes.
Estudios realizados actualmente muestran que el 8% de los ciudadanos, tienen dificultades para comer debido a sus problemas bucales.
Asimismo, el 20% de los mayores de 65 años no se cepilla nunca los dientes y el 30% de los jóvenes y adultos, solamente lo hace una vez al día. No obstante es de vital importancia efectuar el cepillado al menos dos veces al día, principalmente cada mañana luego de levantarse y muy especialmente cada noche antes de dormir.